# Kyle Gass
Kyle Gass, född 14 juli 1960 i Walnut Creek, Kalifornien, är gitarrist och utgör tillsammans med Jack Black musikduon Tenacious D. Han började lära sig spela gitarr 1973 på en nylonsträngad gitarr som hans mor hade liggande hemma.
Gass spelade som medlem i Tenacious D en av huvudrollerna i filmen Tenacious D: Världens bästa rockband. Han har även medverkat i filmen Year One och i spelet Brutal Legend, två verk där hans parhäst Jack Black spelar huvudrollen.
Vid sidan om Tenacious D är Gass, under alias Klip Calhoun, även medlem i bandet Trainwreck. Han figurerar också i musikvideon till Foo Fighters' låt Learn to Fly, även här tillsammans med Jack Black.